# Liste der Biografien/Steil
Liste der Biografien |
Portal Biografien |
Personensuche
# |
A |
B |
C |
D |
E |
F |
G |
H |
I |
J |
K |
L |
M |
N |
O |
P |
Q |
R |
S |
T |
U |
V |
W |
X |
Y |
Z |
?
 
Sa |
Sb |
Sc |
Sd |
Se |
Sf |
Sg |
Sh |
Si |
Sj |
Sk |
Sl |
Sm |
Sn |
So |
Sp |
Sq |
Sr |
Ss |
St |
Su |
Sv |
Sw |
Sy |
Sz
 
Sta |
Ste |
Sth |
Sti |
Stj |
Stl |
Sto |
Str |
Sts |
Stt |
Stu |
Stv |
Stw |
Sty
 
Stea |
Steb |
Stec |
Sted |
Stee |
Stef |
Steg |
Steh |
Stei |
Stej |
Stek |
Stel |
Stem |
Sten |
Steo |
Step |
Ster |
Stes |
Stet |
Steu |
Stev |
Stew |
Stey |
Stez
 
Steib |
Steic |
Steid |
Steie |
Steif |
Steig |
Steij |
Steik |
Steil |
Steim |
Stein |
Steio |
Steir |
Steis |
Steit |
Steiw |
Steix
Die Liste der Biografien führt alle Personen auf, die in der deutschsprachigen Wikipedia einen Artikel haben. Dieses ist eine Teilliste mit 13 Einträgen von Personen, deren Namen mit den Buchstaben „Steil“ beginnt.

## Steil
- Steil, Bryan (* 1981), US-amerikanischer Politiker der Republikanischen Partei
- Steil, Franziska (* 1984), deutsche Handballspielerin und -trainerin
- Steil, Hans (1895–1979), deutscher Werkmeister, Amtsvorsteher und Politiker (SPD), MdBB
- Steil, Ludwig (1900–1945), deutscher evangelischer Pfarrer und Märtyrer
- Steil, Oliver (* 1971), deutscher Manager, Vorstandsvorsitzender von Teamviewer
- Steil-Antoni, Fiona (* 1989), luxemburgische Schachspielerin

### Steile
- Steilemann, Markus (* 1970), deutscher Chemiker und Manager
- Steilen, Diedrich (1880–1961), norddeutscher Heimatpfleger
- Steilen, Jan (* 1981), deutscher Schauspieler

### Steilm
- Steilmann, Britta (* 1966), deutsche Designerin und Unternehmerin
- Steilmann, Klaus (1929–2009), deutscher Unternehmer und FußballfunktionärKlaus Steilmann (1929–2009)

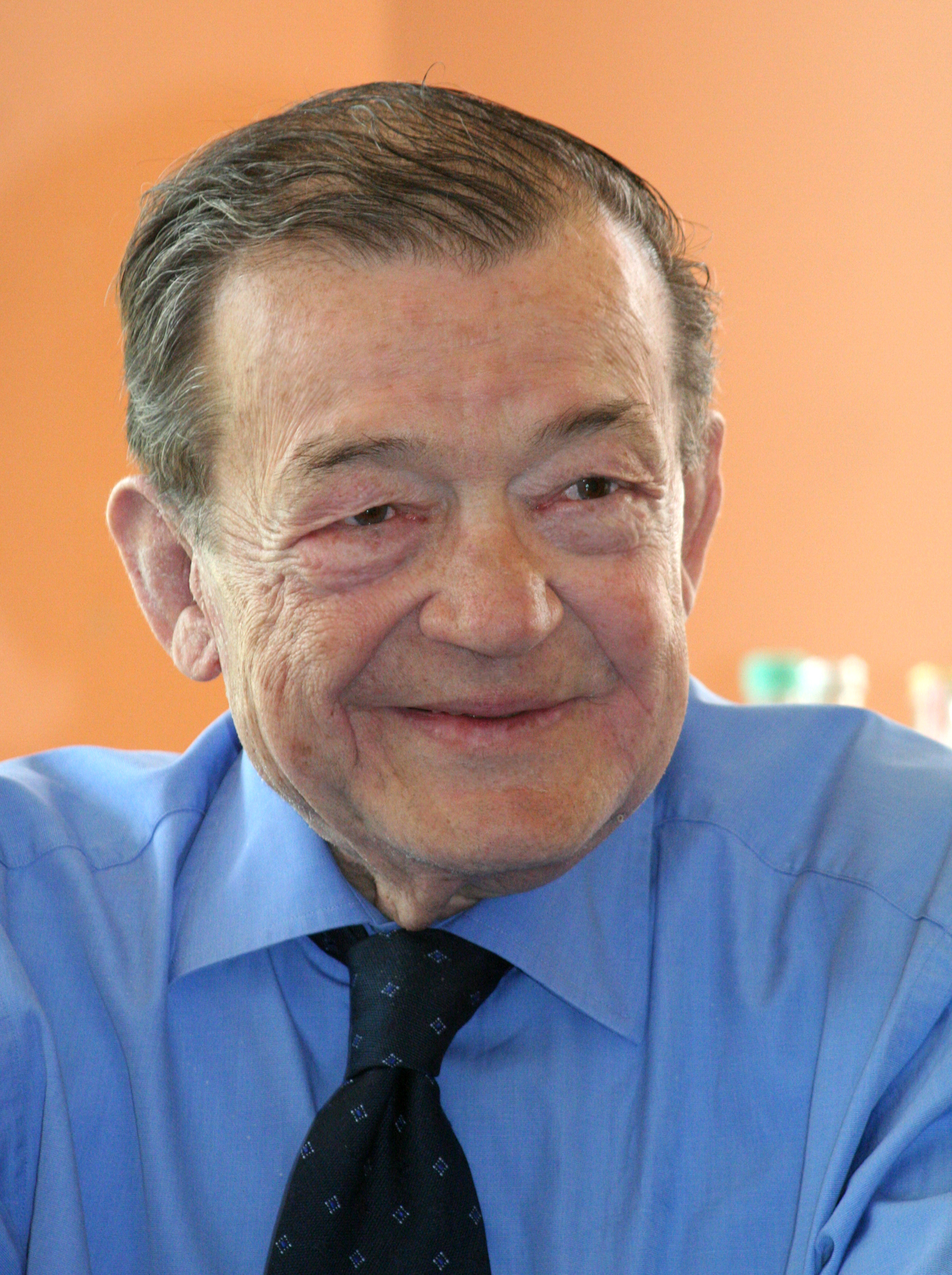
Klaus Steilmann (1929–2009)

- Steilmann, Ute (* 1968), deutsche Textilunternehmerin

### Steils
- Steils, Nina (* 1992), deutsche Schauspielerin